# Monte Dempo

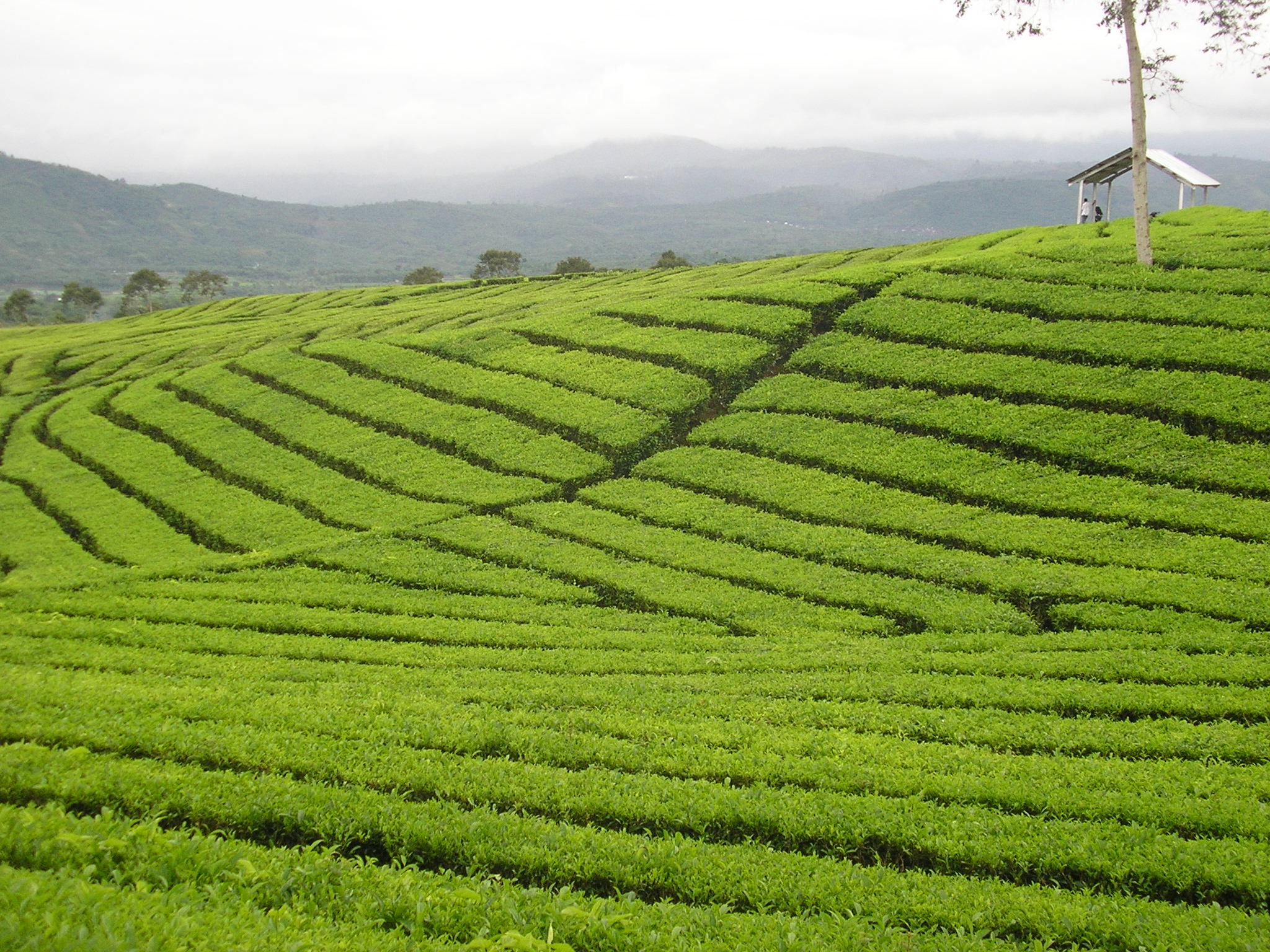
Plantaciones de te en las laderas del monte

Monte Dempo (en indonesio: Gunung Dempo) es el más alto volcán en el sur de la provincia de Sumatra, en el país asiático de Indonesia, que se eleva por encima de la llanura de Pasumah cerca Pagar Alam y junto con la provincia de Bengkulu. Siete cráteres se encuentran alrededor de la cumbre. Un lago de 400 m de ancho se encuentra en el extremo noroeste del complejo de cráteres.
La actividad más reciente se registró en 2009. Su actividad histórica se ha limitado a niveles pequeños o moderados de explosiones, que producen la caída de cenizas cerca del volcán.